# 모잠비크 해방전선
모잠비크 해방전선(포르투갈어: Liberational Front of Moazambique, FRELIMO)는 1962년 포르투갈령 모잠비크(현재의 모잠비크)의 해방을 위해 설립된 정치적, 군사적 단체이다. 1975년 모잠비크 해방전선이 포르투갈과의 모잠비크 독립 전쟁에서 승전하면서 독립을 이루었다.

## 역사
모잠비크 해방전선은 1962년에 모잠비크 국민주의 단체들의 통합으로 세워졌다. 다양한 성격의 단체들의 통합으로 탄생한 모잠비크 해방전선은 탕가니카의 줄리어스 니에레레 대통령의 지원을 받아 군사훈련에 돌입했다. 1964년 모잠비크 해방전선은 식민타도 노선으로 전환히교 포르투갈 식민당국에 대한 공격을 감행했다.
모잠비크 해방전선의 반제국주의 투쟁은 1966년에 스웨덴으로부터 지지를 받았고, 1967년에 레오니트 브레즈네프 치하의 소련으로부터 군사지원을 요시프 브로즈 티토 정권 치하의 유고슬라비아로부터 단순 지지를 받았다.
모잠비크 해방전선은 1969년 1월부터 포르투갈령 모잠비크의 주요 지방을 장악하고 세포형 행정부를 구성했다. 세포형 행정부는 여성의 정치 참여를 적극적으로 독려하여 그들을 군사훈련에 참가시켰다.
1969년 에두아르두 몬들라느가 극우반공 포르투갈인에게 암살된 이후 모잠비크 해방전선 위원장으로 선출된 사모라 마셸은 군사위원회를 수립하고 모잠비크 해방전선을 군사조직으로 바꾸었다.
1973년부터 모잠비크 해방전선은 모잠비크의 대부분의 지역을 장악했고, 1974년 식민당국인 포르투갈에서 발생한 카네이션 혁명으로 인해 모잠비크의 독립은 인정되었다. 독립의 인정에 따라 사모라 마셸을 중심으로 과도국민대표위원회가 구성되었고 이들은 티토 정권 치하의 유고슬라비아의 경제정책을 차용하 모잠비크에 적용했다.
1975년 모잠비크 해방전선은 일당제 국가를 선언하고, 모잠비크 인민공화국을 건국하였다. 그러나 1977년부터 극우반공 성향의 반군단체가 행정기관을 습격하면서 모잠비크는 다시 심각한 혼란에 빠지게 된다.
1985년 사모라 마셸의 사망은 모잠비크에게 큰 타격을 주었다. 후계자로 지목된 조아킹 시사누는 1985년 모잠비크 헌법에서 사회주의 강령을 삭제하는 등, 반공주의적 노선을 표명했고, 1984년부터 미하일 고르바쵸프 정권 치하의 소련의 지원 중단과 경제 제제는 경제위기로 이어져, 1990년 모잠비크의 해체를 초래했다.
1992년부터 현재까지 모잠비크는 다시 장기간의 내전상태에 돌입했으며, 북부지방에서는 반공주의 단체가 가한 납치와 학살이 이어졌다.
1990년 모잠비크 공화국 전환 이후에도 모잠비크 해방전선은 모잠비크의 정치 전반을 장악하고 있다. 1995년부터 모잠비크 해방전선 당국은 남아프리카 공화국에 우호적인 태도를 취하고 있으며, 그것은 모잠비크가 영연방에 가입하는 결과를 초래했다.

## 같이 보기
- 앙골라 해방인민운동
- 모잠비크 독립전쟁